# الغديرة (العدين)

تعديل مصدري - تعديل

الغديرة محلة تابعة لقرية دي حصة، التابعة لعزلة السارة بمديرية العدين إحدى مديريات محافظة إب في الجمهورية اليمنية، بلغ تعداد سكانها 54 حسب تعداد اليمن لعام 2004.